# Миколаївська обласна психіатрична лікарня № 2
Миколаївська обласна психіатрична лікарня № 2 — єдиний в області лікувально-профілактичний заклад вищої категорії, що забезпечує стаціонарне обстеження, лікування, соціально-трудову реабілітацію осіб, які страждають на психічні розлади.
Лікарня обслуговує мешканців 19 районів області, а також хворих, які за своїм психічним станом потребують невідкладної допомоги та примусового лікування, незалежно від постійного місця проживання. Медична допомога населенню надається відповідно до Ліцензії МОЗ України АВ 394331.

## Історія лікарні
До Другої Світової війни на території лікарні знаходився радгосп імені Будьонного. З 1945 по 1953 рр. на цій території була розташована виправно-трудова колонія, а з 1957 року ці приміщення переобладнані для обласної психіатричної лікарні. Відділок радгоспу став підсобним господарством лікарні.

## Структура лікарні
Територія лікарні займає 7413 кв.м., лікувальні відділення розміщені в корпусах, є лікувально-діагностичний корпус, адміністративна споруда, харчоблок.
У структуру лікарні входять:
- приймальна палата;
- два відділення на 120 ліжок, для лікування хворих з гострими психічними розладами;
- відділення на 45 ліжок — психотуберкульозних, для лікування психічно хворих на туберкульоз;
- відділення на 45 ліжок — психореабілітаційне;
- відділення на 40 ліжок з посиленим наглядом, для примусового лікування хворих, які вчинили суспільно небезпечні дії;
- відділення на 30 ліжок соматопсихіатричне + 10 ліжок наркологічних;
- відділення на 40 ліжок для хворих з хронічним перебігом захворювання та стійким дефектом.

У складі лікувально-діагностичної служби входять: кабінет функціональної діагностики, фізіотерапевтичний кабінет з лікувальною фізкультурою, масажем, стоматологічний кабінет, гінекологічний кабінет, клінічна лабораторія.

## Методи лікування
Для забезпечення лікувально-діагностичної допомоги працюють допоміжні відділення та кабінети: кабінет функціональної діагностики, клініко-діагностична лабораторія, фізіотерапевтичний кабінет, стоматологічний кабінет, кабінет психолога.
Впроваджено ряд нових ефективних методів діагностики та лікування. Постійно проводиться робота по впровадженню стандартів медичної допомоги, що включає обсяг організаційних, діагностичних, терапевтичних та професійних заходів, з оцінкою психічного стану хворих на етапах становлення якості ремісії.
Лікарська психіатрична стаціонарна допомога відбувається згідно з упровадженням у практику Протоколів надання медичної допомоги за спеціальністю «Психіатрія», затверджених наказом МОЗ України № 59 від 05.02.07р. У лікарні на базі оцінки показників якості медичних послуг розроблена та впроваджена система контролю та аналізу якості медичної допомоги пацієнту в структурних підрозділах, яка включає контрольні функції якості проведень нарад, консиліумів, медичних конференцій.
Згідно з протоколами надання медичної допомоги за спеціальністю «Психіатрія» процес лікування психічних розладів включає такі етапи:
Активної терапії: медикаментозне лікування розпочинається якомога раніше. На початку терапії впроваджується нейролептаналгізія з використанням різних модифікацій нейролептиків нового покоління з подальшим переходом на терапію пролонгами і нормотиміками поєднані з ЛАТЕНом при психотичних станах, Мікро-ЛАТЕНом у хворих з наркозалежністю, невротичними захворюваннями, що дає можливість покращити і стабілізувати основні медичні показники діяльності лікарні, а також отримати економічний ефект при лікуванні хворих, зменшити строки лікування й створити необхідний запас медичних препаратів для надання допомоги хворим з психічними розладами і супутній патологією
Стабілізуючої терапії: після досягнення очікуваних результатів активного лікування проводиться зниження дози антипсихотиків з метою підвищення рівня соціального функціонування пацієнта. Призначаються депо-препарати, або препарати пролонгової дії та нормотиміки. При досягненні терапевтичної ремісії, наявності критики свого стану хворого виписують за місцем проживання під контроль лікарів-психіатрів і для подальшого амбулаторного лікування в ЦРЛ.
Основними принципами лікування психічних розладів у лікарні є такі:
- відмова від шаблонного призначення нейролептичних препаратів;
- безумовна клінічна обґрунтованість лікування;
- використовування методів інтенсивної терапії з урахуванням сучасних досягнень, що забезпечували б максимальний терапевтичний ефект у мінімальні терміни;
- індивідуалізація, гнучкість, динамічність призначення ліків залежно від динаміки клінічної картини;
- активне використання заходів соціально-трудової реабілітації: відновлення індивідуальної і суспільної цінності хворих, їхнього особистого і соціального статусу.
- Розроблені стандартизовані режими лікування дають можливість індивідуальної корекції у кожному конкретному випадку залежно від індивідуальних особливостей перебігу психічного розладу. Впровадженням стандартизованих режимів лікування забезпечується проведення повноцінного комплексного контрольного курсу лікування. Ця робота має «на меті» не тільки «обрив психозу», а й вплив на рівень якості життя хворих після лікування.

З метою підвищення якості лікування хворих постійно впроваджується в практику метод подолання резистентності до психотропних та протитуберкульозних препаратів в психотуберкульозному відділенні.
Для поліпшення реабілітації, досягнення стійкої ремісії, та з метою профілактики негативних розладів у психічно хворих широко застосовується норматиміки, солі вольпроатової кислоти, літій, нейролептики-пролонги.
Впроваджується трудотерапія та тренінги суспільних навичок в реабілітації пацієнтів у відділенні для хворих із тривалим перебігом захворювання, що втратили соціальні зв'язки та у відділенні для примусового лікування з посиленим наглядом, сприяє покращенню якості надання психіатричної допомоги, індивідуальному підходу до проблем кожного пацієнта, одужанню пацієнта та поверненню його в суспільство.
Широко впроваджуються нетрадиційні методики лікування психічних захворювань — фіто- водо- світолікування, апарат для подачі гірського повітря «Борей-2», лампа «Біотрон», «Алімп», «Полюс-2», «АВИМП», «БТЛ»-5000 для лікування соматичної, неврологічної патології і опорно-рухового апарату, стаціонарний інгалятор, електроакупунктура та інші фізіотерапевтичні методики.
У своїй практичній діяльності психіатри лікарні суворо дотримуються вимог Закону України «Про психіатричну допомогу».
Велика увага приділяється впровадженню у практичну діяльність лікарні системи інформування пацієнтів щодо їх прав. Так у кожному відділенні лікарні є стендові куточки пацієнтів на яких представлені дані про юридичні, соціальні, медичні гарантії та права пацієнтів. При прийомі на лікування пацієнти дають особисту письмову згоду на лікування з інформуванням їх про терапевтичні методи та умови їх утримання.
Робота лікувального закладу спрямована на впровадженні інноваційних технічних медичних технологій, у тому числі комп'ютерної томографії, електроенцефолографії (DX-систем) та інші.